# Thomas van Bommel
Thomas van Bommel (* 11. Juli 2002 in Meerssen, Provinz Limburg) ist ein niederländischer Fußballspieler. Er spielt beim Zweitligisten MVV Maastricht.

## Hintergrund
Thomas’ Vater ist der ehemalige niederländische Fußballprofi und Nationalspieler Mark van Bommel, die Mutter ist Andra van Bommel, die Tochter des Fußballtrainers und ehemaligen Bondscoaches Bert van Marwijk. Thomas’ jüngerer Bruder Ruben ist ebenfalls Fußballprofi und spielt für AZ Alkmaar.

## Karriere
Thomas van Bommel spielte für Fortuna Sittard, für die auch Mark van Bommel auflief, sowie in seiner Heimat beim SV Meerssen, bevor er in die Jugend des MVV Maastricht wechselte, in der bereits sein Großvater Bert van Marwijk spielte. In der Winterpause der Saison 2019/20 rückte Thomas in die erste Mannschaft auf. Am 22. September 2020 (4. Spieltag) debütierte er für die Profimannschaft in der Eerste Divisie, der zweithöchsten Spielklasse im niederländischen Fußball, als er bei der 0:2-Niederlage im Auswärtsspiel gegen den FC Den Bosch in der 88. Minute für Jelle Duin eingewechselt wurde. Sein erstes Tor im Seniorenbereich gelang ihm am 30. Oktober 2020 (10. Spieltag) beim 1:1-Unentschieden im Auswärtsspiel gegen Helmond Sport mit dem Treffer zum Endstand in der dritten Minute der Nachspielzeit.